# Yukio Aoshima
Yukio Aoshima (青島幸男, Aoshima Yukio) (Nihombashi (actualment al districte de Chūō, 17 de juliol de 1932 - 20 de desembre de 2006) fou un polític i artista japonès que exercí de Governador de Tòquio de 1995 a 1999. També és conegut per els seus papers d'actor a la televisió, les seues novel·les, pel·lícules, guions i cançons.

## Biografia
El seu pare era un empresari que portava un negoci de catering de bentō (carmanyoles preparades japoneses). Aoshima va començar escrivint manzai, un tipus de comèdia japonés, mentre ingressava a la Universitat de Waseda fent el seu debut com a escriptor de comèdia a la naixent industria de la televisió japonesa.

## Com a Governador de Tòquio (1995-1999)
Aoshima es presentà a les eleccions a governador de Tòquio de 1995, sense el suport d'un partit i contra una campanya d'anuncis de televisió i cartells electorats patrocinats per l'estat. Knock Yokoyama, un altre comediant va ser elegit governador d'Osaka en els mateixos temps.
Com a governador, Aoshima va cancel·lar inmeiatament el costós projecte de "Expo City", una mena d'exemple de "ciutat futurista" en l'illa d'Odaiba que volia dur a terme el seu predecessor, Shunichi Suzuki. Aoshima va calificar aquest projecte de "legat de l'era de la bambolla econòmica". Més enllá d'aquest acte, que era una de les seues grans promeses electorals, la seua administració com a governador va ser vista majorment poc efectiva. Després de quatre anys en el càrrec, va rebutjar tornar-se a presentar i en aquell temps se'l va conèixer amb el malnom de "Sr. programa electoral trencat", en clara referència a les seues promeses no complides.
Durant el seu mandat com a governador, Aoshima va patir un intent d'atemptat en maig de 1995, quan un paquet bomba va ser remés a la seua oficina del govern. La bomba, originalment destinada a Aoshima, va esclatar a la cara del seu assistent, ferint-lo greument. Es cregut que la bomba va ser enviada pel grup terrorista i secta Aum Shinrikyo. La membre de la secta Naoko Kikuchi va ser acussada però fou absolta en 2015.